# Ličko Novo Selo
Ličko Novo Selo falu Horvátországban, Eszék-Baranya megyében. Közigazgatásilag Gyurgyenováchoz tartozik.

## Fekvése
Eszéktől légvonalban 48, közúton 57 km-re nyugatra, Nekcsétől légvonalban 5, közúton 7 km-re északnyugatra, községközpontjától 1 km-re délkeletre, a Szlavóniai-síkságon, az Eszékről Varasdra menő vasútvonaltól délre fekszik.

## Története
A település a két világháború között keletkezett Gyurgyenovác délkeleti határrészén, amikor a Likából horvát és szerb családokat telepítettek ide. Nevét (mely Likaújfalut jelent) is ez alapján kapta. Lakosságát 1931-ben számlálták meg először önállóan, amikor 248-an lakták. 1991-ben lakosságának 53%-a horvát, 32%-a szerb, 14%-a jugoszláv nemzetiségű volt. 2011-ben 96 lakosa volt.

## Lakossága
| Lakosság változása | Lakosság változása | Lakosság változása | Lakosság változása | Lakosság változása | Lakosság változása | Lakosság változása | Lakosság változása | Lakosság változása | Lakosság változása | Lakosság változása | Lakosság változása | Lakosság változása | Lakosság változása | Lakosság változása | Lakosság változása |
| ------------------ | ------------------ | ------------------ | ------------------ | ------------------ | ------------------ | ------------------ | ------------------ | ------------------ | ------------------ | ------------------ | ------------------ | ------------------ | ------------------ | ------------------ | ------------------ |
| 1857               | 1869               | 1880               | 1890               | 1900               | 1910               | 1921               | 1931               | 1948               | 1953               | 1961               | 1971               | 1981               | 1991               | 2001               | 2011               |
| 0                  | 0                  | 0                  | 0                  | 0                  | 0                  | 0                  | 248                | 228                | 272                | 287                | 240                | 161                | 133                | 118                | 96                 |

(1931-től településrészként, 1948-tól önálló településként.)